# Unicodeblock Umschlossene CJK-Zeichen und -Monate
Der Unicodeblock Umschlossene CJK-Zeichen und -Monate (engl. Enclosed CJK Letters and Months, U+3200 bis U+32FF) enthält eingeschlossene Hangeul-, Han- und Katakana-Zeichen, Telegraphsymbole für die zwölf Monate und eingekreiste Zahlen von 21 bis 50 zur Kompatibilität mit älteren Zeichensätzen. Außerdem sind in diesem Block drei Maßeinheiten und das Symbol der japanischen Reiwa-Ära, die nicht mehr im Unicodeblock CJK-Kompatibilität untergebracht werden konnten, enthalten.

## Liste
| Unicodenummer  | Zeichen (400 %) | Kategorie           | Bidirektionale Klasse     | Offizielle Bezeichnung                     | Beschreibung                                        |
| -------------- | --------------- | ------------------- | ------------------------- | ------------------------------------------ | --------------------------------------------------- |
| U+3200 (12800) | ㈀              | anderes Symbol      | links nach rechts         | PARENTHESIZED HANGUL KIYEOK                | Eingeklammerter Hangeul-Jamo Kiyeok                 |
| U+3201 (12801) | ㈁              | anderes Symbol      | links nach rechts         | PARENTHESIZED HANGUL NIEUN                 | Eingeklammerter Hangeul-Jamo Nieun                  |
| U+3202 (12802) | ㈂              | anderes Symbol      | links nach rechts         | PARENTHESIZED HANGUL TIKEUT                | Eingeklammerter Hangeul-Jamo Tikeut                 |
| U+3203 (12803) | ㈃              | anderes Symbol      | links nach rechts         | PARENTHESIZED HANGUL RIEUL                 | Eingeklammerter Hangeul-Jamo Rieul                  |
| U+3204 (12804) | ㈄              | anderes Symbol      | links nach rechts         | PARENTHESIZED HANGUL MIEUM                 | Eingeklammerter Hangeul-Jamo Mieum                  |
| U+3205 (12805) | ㈅              | anderes Symbol      | links nach rechts         | PARENTHESIZED HANGUL PIEUP                 | Eingeklammerter Hangeul-Jamo Pieup                  |
| U+3206 (12806) | ㈆              | anderes Symbol      | links nach rechts         | PARENTHESIZED HANGUL SIOS                  | Eingeklammerter Hangeul-Jamo Sios                   |
| U+3207 (12807) | ㈇              | anderes Symbol      | links nach rechts         | PARENTHESIZED HANGUL IEUNG                 | Eingeklammerter Hangeul-Jamo Ieung                  |
| U+3208 (12808) | ㈈              | anderes Symbol      | links nach rechts         | PARENTHESIZED HANGUL CIEUC                 | Eingeklammerter Hangeul-Jamo Cieuc                  |
| U+3209 (12809) | ㈉              | anderes Symbol      | links nach rechts         | PARENTHESIZED HANGUL CHIEUCH               | Eingeklammerter Hangeul-Jamo Chieuch                |
| U+320A (12810) | ㈊              | anderes Symbol      | links nach rechts         | PARENTHESIZED HANGUL KHIEUKH               | Eingeklammerter Hangeul-Jamo Khieukh                |
| U+320B (12811) | ㈋              | anderes Symbol      | links nach rechts         | PARENTHESIZED HANGUL THIEUTH               | Eingeklammerter Hangeul-Jamo Thieuth                |
| U+320C (12812) | ㈌              | anderes Symbol      | links nach rechts         | PARENTHESIZED HANGUL PHIEUPH               | Eingeklammerter Hangeul-Jamo Phieuph                |
| U+320D (12813) | ㈍              | anderes Symbol      | links nach rechts         | PARENTHESIZED HANGUL HIEUH                 | Eingeklammerter Hangeul-Jamo Hieuh                  |
| U+320E (12814) | ㈎              | anderes Symbol      | links nach rechts         | PARENTHESIZED HANGUL KIYEOK A              | Eingeklammerte Hangeul-Silbe Kiyeok A               |
| U+320F (12815) | ㈏              | anderes Symbol      | links nach rechts         | PARENTHESIZED HANGUL NIEUN A               | Eingeklammerte Hangeul-Silbe Nieun A                |
| U+3210 (12816) | ㈐              | anderes Symbol      | links nach rechts         | PARENTHESIZED HANGUL TIKEUT A              | Eingeklammerte Hangeul-Silbe Tikeut A               |
| U+3211 (12817) | ㈑              | anderes Symbol      | links nach rechts         | PARENTHESIZED HANGUL RIEUL A               | Eingeklammerte Hangeul-Silbe Rieul A                |
| U+3212 (12818) | ㈒              | anderes Symbol      | links nach rechts         | PARENTHESIZED HANGUL MIEUM A               | Eingeklammerte Hangeul-Silbe Mieum A                |
| U+3213 (12819) | ㈓              | anderes Symbol      | links nach rechts         | PARENTHESIZED HANGUL PIEUP A               | Eingeklammerte Hangeul-Silbe Pieup A                |
| U+3214 (12820) | ㈔              | anderes Symbol      | links nach rechts         | PARENTHESIZED HANGUL SIOS A                | Eingeklammerte Hangeul-Silbe Sios A                 |
| U+3215 (12821) | ㈕              | anderes Symbol      | links nach rechts         | PARENTHESIZED HANGUL IEUNG A               | Eingeklammerte Hangeul-Silbe Ieung A                |
| U+3216 (12822) | ㈖              | anderes Symbol      | links nach rechts         | PARENTHESIZED HANGUL CIEUC A               | Eingeklammerte Hangeul-Silbe Cieuc A                |
| U+3217 (12823) | ㈗              | anderes Symbol      | links nach rechts         | PARENTHESIZED HANGUL CHIEUCH A             | Eingeklammerte Hangeul-Silbe Chieuch A              |
| U+3218 (12824) | ㈘              | anderes Symbol      | links nach rechts         | PARENTHESIZED HANGUL KHIEUKH A             | Eingeklammerte Hangeul-Silbe Khieukh A              |
| U+3219 (12825) | ㈙              | anderes Symbol      | links nach rechts         | PARENTHESIZED HANGUL THIEUTH A             | Eingeklammerte Hangeul-Silbe Thieuth A              |
| U+321A (12826) | ㈚              | anderes Symbol      | links nach rechts         | PARENTHESIZED HANGUL PHIEUPH A             | Eingeklammerte Hangeul-Silbe Phieuph A              |
| U+321B (12827) | ㈛              | anderes Symbol      | links nach rechts         | PARENTHESIZED HANGUL HIEUH A               | Eingeklammerte Hangeul-Silbe Hieuh A                |
| U+321C (12828) | ㈜              | anderes Symbol      | links nach rechts         | PARENTHESIZED HANGUL CIEUC U               | Eingeklammerte Hangeul-Silbe Cieuc U                |
| U+321D (12829) | ㈝              | anderes Symbol      | anderes neutrales Zeichen | PARENTHESIZED KOREAN CHARACTER OJEON       | Eingeklammertes Hangeul-Wort Ojeon                  |
| U+321E (12830) | ㈞              | anderes Symbol      | anderes neutrales Zeichen | PARENTHESIZED KOREAN CHARACTER O HU        | Eingeklammertes Hangeul-Wort O Hu                   |
| U+3220 (12832) | ㈠              | anderes Zahlzeichen | links nach rechts         | PARENTHESIZED IDEOGRAPH ONE                | Eingeklammertes CJK-Ideogramm Eins                  |
| U+3221 (12833) | ㈡              | anderes Zahlzeichen | links nach rechts         | PARENTHESIZED IDEOGRAPH TWO                | Eingeklammertes CJK-Ideogramm Zwei                  |
| U+3222 (12834) | ㈢              | anderes Zahlzeichen | links nach rechts         | PARENTHESIZED IDEOGRAPH THREE              | Eingeklammertes CJK-Ideogramm Drei                  |
| U+3223 (12835) | ㈣              | anderes Zahlzeichen | links nach rechts         | PARENTHESIZED IDEOGRAPH FOUR               | Eingeklammertes CJK-Ideogramm Vier                  |
| U+3224 (12836) | ㈤              | anderes Zahlzeichen | links nach rechts         | PARENTHESIZED IDEOGRAPH FIVE               | Eingeklammertes CJK-Ideogramm Fünf                  |
| U+3225 (12837) | ㈥              | anderes Zahlzeichen | links nach rechts         | PARENTHESIZED IDEOGRAPH SIX                | Eingeklammertes CJK-Ideogramm Sechs                 |
| U+3226 (12838) | ㈦              | anderes Zahlzeichen | links nach rechts         | PARENTHESIZED IDEOGRAPH SEVEN              | Eingeklammertes CJK-Ideogramm Sieben                |
| U+3227 (12839) | ㈧              | anderes Zahlzeichen | links nach rechts         | PARENTHESIZED IDEOGRAPH EIGHT              | Eingeklammertes CJK-Ideogramm Acht                  |
| U+3228 (12840) | ㈨              | anderes Zahlzeichen | links nach rechts         | PARENTHESIZED IDEOGRAPH NINE               | Eingeklammertes CJK-Ideogramm Neun                  |
| U+3229 (12841) | ㈩              | anderes Zahlzeichen | links nach rechts         | PARENTHESIZED IDEOGRAPH TEN                | Eingeklammertes CJK-Ideogramm Zehn                  |
| U+322A (12842) | ㈪              | anderes Symbol      | links nach rechts         | PARENTHESIZED IDEOGRAPH MOON               | Eingeklammertes CJK-Ideogramm Mond (Montag)         |
| U+322B (12843) | ㈫              | anderes Symbol      | links nach rechts         | PARENTHESIZED IDEOGRAPH FIRE               | Eingeklammertes CJK-Ideogramm Feuer (Dienstag)      |
| U+322C (12844) | ㈬              | anderes Symbol      | links nach rechts         | PARENTHESIZED IDEOGRAPH WATER              | Eingeklammertes CJK-Ideogramm Wasser (Mittwoch)     |
| U+322D (12845) | ㈭              | anderes Symbol      | links nach rechts         | PARENTHESIZED IDEOGRAPH WOOD               | Eingeklammertes CJK-Ideogramm Holz (Donnerstag)     |
| U+322E (12846) | ㈮              | anderes Symbol      | links nach rechts         | PARENTHESIZED IDEOGRAPH METAL              | Eingeklammertes CJK-Ideogramm Metall (Freitag)      |
| U+322F (12847) | ㈯              | anderes Symbol      | links nach rechts         | PARENTHESIZED IDEOGRAPH EARTH              | Eingeklammertes CJK-Ideogramm Erde (Samstag)        |
| U+3230 (12848) | ㈰              | anderes Symbol      | links nach rechts         | PARENTHESIZED IDEOGRAPH SUN                | Eingeklammertes CJK-Ideogramm Sonne (Sonntag)       |
| U+3231 (12849) | ㈱              | anderes Symbol      | links nach rechts         | PARENTHESIZED IDEOGRAPH STOCK              | Eingeklammertes CJK-Ideogramm Kapital (AG)          |
| U+3232 (12850) | ㈲              | anderes Symbol      | links nach rechts         | PARENTHESIZED IDEOGRAPH HAVE               | Eingeklammertes CJK-Ideogramm Haben (GmbH)          |
| U+3233 (12851) | ㈳              | anderes Symbol      | links nach rechts         | PARENTHESIZED IDEOGRAPH SOCIETY            | Eingeklammertes CJK-Ideogramm Gesellschaft          |
| U+3234 (12852) | ㈴              | anderes Symbol      | links nach rechts         | PARENTHESIZED IDEOGRAPH NAME               | Eingeklammertes CJK-Ideogramm Name                  |
| U+3235 (12853) | ㈵              | anderes Symbol      | links nach rechts         | PARENTHESIZED IDEOGRAPH SPECIAL            | Eingeklammertes CJK-Ideogramm Spezial               |
| U+3236 (12854) | ㈶              | anderes Symbol      | links nach rechts         | PARENTHESIZED IDEOGRAPH FINANCIAL          | Eingeklammertes CJK-Ideogramm Finanziell            |
| U+3237 (12855) | ㈷              | anderes Symbol      | links nach rechts         | PARENTHESIZED IDEOGRAPH CONGRATULATION     | Eingeklammertes CJK-Ideogramm Gratulation           |
| U+3238 (12856) | ㈸              | anderes Symbol      | links nach rechts         | PARENTHESIZED IDEOGRAPH LABOR              | Eingeklammertes CJK-Ideogramm Arbeit                |
| U+3239 (12857) | ㈹              | anderes Symbol      | links nach rechts         | PARENTHESIZED IDEOGRAPH REPRESENT          | Eingeklammertes CJK-Ideogramm Darstellen            |
| U+323A (12858) | ㈺              | anderes Symbol      | links nach rechts         | PARENTHESIZED IDEOGRAPH CALL               | Eingeklammertes CJK-Ideogramm Rufen                 |
| U+323B (12859) | ㈻              | anderes Symbol      | links nach rechts         | PARENTHESIZED IDEOGRAPH STUDY              | Eingeklammertes CJK-Ideogramm Studium               |
| U+323C (12860) | ㈼              | anderes Symbol      | links nach rechts         | PARENTHESIZED IDEOGRAPH SUPERVISE          | Eingeklammertes CJK-Ideogramm Überwachen            |
| U+323D (12861) | ㈽              | anderes Symbol      | links nach rechts         | PARENTHESIZED IDEOGRAPH ENTERPRISE         | Eingeklammertes CJK-Ideogramm Unternehmen           |
| U+323E (12862) | ㈾              | anderes Symbol      | links nach rechts         | PARENTHESIZED IDEOGRAPH RESOURCE           | Eingeklammertes CJK-Ideogramm Ressource             |
| U+323F (12863) | ㈿              | anderes Symbol      | links nach rechts         | PARENTHESIZED IDEOGRAPH ALLIANCE           | Eingeklammertes CJK-Ideogramm Allianz               |
| U+3240 (12864) | ㉀              | anderes Symbol      | links nach rechts         | PARENTHESIZED IDEOGRAPH FESTIVAL           | Eingeklammertes CJK-Ideogramm Fest                  |
| U+3241 (12865) | ㉁              | anderes Symbol      | links nach rechts         | PARENTHESIZED IDEOGRAPH REST               | Eingeklammertes CJK-Ideogramm Pause                 |
| U+3242 (12866) | ㉂              | anderes Symbol      | links nach rechts         | PARENTHESIZED IDEOGRAPH SELF               | Eingeklammertes CJK-Ideogramm Selbst (Absender)     |
| U+3243 (12867) | ㉃              | anderes Symbol      | links nach rechts         | PARENTHESIZED IDEOGRAPH REACH              | Eingeklammertes CJK-Ideogramm Erreichen (Empfänger) |
| U+3244 (12868) | ㉄              | anderes Symbol      | links nach rechts         | CIRCLED IDEOGRAPH QUESTION                 | Eingekreistes CJK-Ideogramm Frage                   |
| U+3245 (12869) | ㉅              | anderes Symbol      | links nach rechts         | CIRCLED IDEOGRAPH KINDERGARTEN             | Eingekreistes CJK-Ideogramm Kindergarten            |
| U+3246 (12870) | ㉆              | anderes Symbol      | links nach rechts         | CIRCLED IDEOGRAPH SCHOOL                   | Eingekreistes CJK-Ideogramm Schule                  |
| U+3247 (12871) | ㉇              | anderes Symbol      | links nach rechts         | CIRCLED IDEOGRAPH KOTO                     | Eingekreistes CJK-Ideogramm Koto                    |
| U+3248 (12872) | ㉈               | anderes Zahlzeichen | links nach rechts         | CIRCLED NUMBER TEN ON BLACK SQUARE         | Eingekreiste Zahl Zehn im schwarzen Quadrat         |
| U+3249 (12873) | ㉉               | anderes Zahlzeichen | links nach rechts         | CIRCLED NUMBER TWENTY ON BLACK SQUARE      | Eingekreiste Zahl Zwanzig im schwarzen Quadrat      |
| U+324A (12874) | ㉊               | anderes Zahlzeichen | links nach rechts         | CIRCLED NUMBER THIRTY ON BLACK SQUARE      | Eingekreiste Zahl Dreißig im schwarzen Quadrat      |
| U+324B (12875) | ㉋               | anderes Zahlzeichen | links nach rechts         | CIRCLED NUMBER FORTY ON BLACK SQUARE       | Eingekreiste Zahl Vierzig im schwarzen Quadrat      |
| U+324C (12876) | ㉌               | anderes Zahlzeichen | links nach rechts         | CIRCLED NUMBER FIFTY ON BLACK SQUARE       | Eingekreiste Zahl Fünfzig im schwarzen Quadrat      |
| U+324D (12877) | ㉍               | anderes Zahlzeichen | links nach rechts         | CIRCLED NUMBER SIXTY ON BLACK SQUARE       | Eingekreiste Zahl Sechzig im schwarzen Quadrat      |
| U+324E (12878) | ㉎               | anderes Zahlzeichen | links nach rechts         | CIRCLED NUMBER SEVENTY ON BLACK SQUARE     | Eingekreiste Zahl Siebzig im schwarzen Quadrat      |
| U+324F (12879) | ㉏               | anderes Zahlzeichen | links nach rechts         | CIRCLED NUMBER EIGHTY ON BLACK SQUARE      | Eingekreiste Zahl Achtzig im schwarzen Quadrat      |
| U+3250 (12880) | ㉐              | anderes Symbol      | anderes neutrales Zeichen | PARTNERSHIP SIGN                           | Partnerschaftszeichen                               |
| U+3251 (12881) | ㉑              | anderes Zahlzeichen | anderes neutrales Zeichen | CIRCLED NUMBER TWENTY ONE                  | Eingekreiste Zahl Einundzwanzig                     |
| U+3252 (12882) | ㉒              | anderes Zahlzeichen | anderes neutrales Zeichen | CIRCLED NUMBER TWENTY TWO                  | Eingekreiste Zahl Zweiundzwanzig                    |
| U+3253 (12883) | ㉓              | anderes Zahlzeichen | anderes neutrales Zeichen | CIRCLED NUMBER TWENTY THREE                | Eingekreiste Zahl Dreiundzwanzig                    |
| U+3254 (12884) | ㉔              | anderes Zahlzeichen | anderes neutrales Zeichen | CIRCLED NUMBER TWENTY FOUR                 | Eingekreiste Zahl Vierundzwanzig                    |
| U+3255 (12885) | ㉕              | anderes Zahlzeichen | anderes neutrales Zeichen | CIRCLED NUMBER TWENTY FIVE                 | Eingekreiste Zahl Fünfundzwanzig                    |
| U+3256 (12886) | ㉖              | anderes Zahlzeichen | anderes neutrales Zeichen | CIRCLED NUMBER TWENTY SIX                  | Eingekreiste Zahl Sechsundzwanzig                   |
| U+3257 (12887) | ㉗              | anderes Zahlzeichen | anderes neutrales Zeichen | CIRCLED NUMBER TWENTY SEVEN                | Eingekreiste Zahl Siebenundzwanzig                  |
| U+3258 (12888) | ㉘              | anderes Zahlzeichen | anderes neutrales Zeichen | CIRCLED NUMBER TWENTY EIGHT                | Eingekreiste Zahl Achtundzwanzig                    |
| U+3259 (12889) | ㉙              | anderes Zahlzeichen | anderes neutrales Zeichen | CIRCLED NUMBER TWENTY NINE                 | Eingekreiste Zahl Neunundzwanzig                    |
| U+325A (12890) | ㉚              | anderes Zahlzeichen | anderes neutrales Zeichen | CIRCLED NUMBER THIRTY                      | Eingekreiste Zahl Dreißig                           |
| U+325B (12891) | ㉛              | anderes Zahlzeichen | anderes neutrales Zeichen | CIRCLED NUMBER THIRTY ONE                  | Eingekreiste Zahl Einunddreißig                     |
| U+325C (12892) | ㉜              | anderes Zahlzeichen | anderes neutrales Zeichen | CIRCLED NUMBER THIRTY TWO                  | Eingekreiste Zahl Zweiunddreißig                    |
| U+325D (12893) | ㉝              | anderes Zahlzeichen | anderes neutrales Zeichen | CIRCLED NUMBER THIRTY THREE                | Eingekreiste Zahl Dreiunddreißig                    |
| U+325E (12894) | ㉞              | anderes Zahlzeichen | anderes neutrales Zeichen | CIRCLED NUMBER THIRTY FOUR                 | Eingekreiste Zahl Vierunddreißig                    |
| U+325F (12895) | ㉟              | anderes Zahlzeichen | anderes neutrales Zeichen | CIRCLED NUMBER THIRTY FIVE                 | Eingekreiste Zahl Fünfunddreißig                    |
| U+3260 (12896) | ㉠              | anderes Symbol      | links nach rechts         | CIRCLED HANGUL KIYEOK                      | Eingekreister Hangeul-Jamo Kiyeok                   |
| U+3261 (12897) | ㉡              | anderes Symbol      | links nach rechts         | CIRCLED HANGUL NIEUN                       | Eingekreister Hangeul-Jamo Nieun                    |
| U+3262 (12898) | ㉢              | anderes Symbol      | links nach rechts         | CIRCLED HANGUL TIKEUT                      | Eingekreister Hangeul-Jamo Tikeut                   |
| U+3263 (12899) | ㉣              | anderes Symbol      | links nach rechts         | CIRCLED HANGUL RIEUL                       | Eingekreister Hangeul-Jamo Rieul                    |
| U+3264 (12900) | ㉤              | anderes Symbol      | links nach rechts         | CIRCLED HANGUL MIEUM                       | Eingekreister Hangeul-Jamo Mieum                    |
| U+3265 (12901) | ㉥              | anderes Symbol      | links nach rechts         | CIRCLED HANGUL PIEUP                       | Eingekreister Hangeul-Jamo Pieup                    |
| U+3266 (12902) | ㉦              | anderes Symbol      | links nach rechts         | CIRCLED HANGUL SIOS                        | Eingekreister Hangeul-Jamo Sios                     |
| U+3267 (12903) | ㉧              | anderes Symbol      | links nach rechts         | CIRCLED HANGUL IEUNG                       | Eingekreister Hangeul-Jamo Ieung                    |
| U+3268 (12904) | ㉨              | anderes Symbol      | links nach rechts         | CIRCLED HANGUL CIEUC                       | Eingekreister Hangeul-Jamo Cieuc                    |
| U+3269 (12905) | ㉩              | anderes Symbol      | links nach rechts         | CIRCLED HANGUL CHIEUCH                     | Eingekreister Hangeul-Jamo Chieuch                  |
| U+326A (12906) | ㉪              | anderes Symbol      | links nach rechts         | CIRCLED HANGUL KHIEUKH                     | Eingekreister Hangeul-Jamo Khieukh                  |
| U+326B (12907) | ㉫              | anderes Symbol      | links nach rechts         | CIRCLED HANGUL THIEUTH                     | Eingekreister Hangeul-Jamo Thieuth                  |
| U+326C (12908) | ㉬              | anderes Symbol      | links nach rechts         | CIRCLED HANGUL PHIEUPH                     | Eingekreister Hangeul-Jamo Phieuph                  |
| U+326D (12909) | ㉭              | anderes Symbol      | links nach rechts         | CIRCLED HANGUL HIEUH                       | Eingekreister Hangeul-Jamo Hieuh                    |
| U+326E (12910) | ㉮              | anderes Symbol      | links nach rechts         | CIRCLED HANGUL KIYEOK A                    | Eingekreiste Hangeul-Silbe Kiyeok A                 |
| U+326F (12911) | ㉯              | anderes Symbol      | links nach rechts         | CIRCLED HANGUL NIEUN A                     | Eingekreiste Hangeul-Silbe Nieun A                  |
| U+3270 (12912) | ㉰              | anderes Symbol      | links nach rechts         | CIRCLED HANGUL TIKEUT A                    | Eingekreiste Hangeul-Silbe Tikeut A                 |
| U+3271 (12913) | ㉱              | anderes Symbol      | links nach rechts         | CIRCLED HANGUL RIEUL A                     | Eingekreiste Hangeul-Silbe Rieul A                  |
| U+3272 (12914) | ㉲              | anderes Symbol      | links nach rechts         | CIRCLED HANGUL MIEUM A                     | Eingekreiste Hangeul-Silbe Mieum A                  |
| U+3273 (12915) | ㉳              | anderes Symbol      | links nach rechts         | CIRCLED HANGUL PIEUP A                     | Eingekreiste Hangeul-Silbe Pieup A                  |
| U+3274 (12916) | ㉴              | anderes Symbol      | links nach rechts         | CIRCLED HANGUL SIOS A                      | Eingekreiste Hangeul-Silbe Sios A                   |
| U+3275 (12917) | ㉵              | anderes Symbol      | links nach rechts         | CIRCLED HANGUL IEUNG A                     | Eingekreiste Hangeul-Silbe Ieung A                  |
| U+3276 (12918) | ㉶              | anderes Symbol      | links nach rechts         | CIRCLED HANGUL CIEUC A                     | Eingekreiste Hangeul-Silbe Cieuc A                  |
| U+3277 (12919) | ㉷              | anderes Symbol      | links nach rechts         | CIRCLED HANGUL CHIEUCH A                   | Eingekreiste Hangeul-Silbe Chieuch A                |
| U+3278 (12920) | ㉸              | anderes Symbol      | links nach rechts         | CIRCLED HANGUL KHIEUKH A                   | Eingekreiste Hangeul-Silbe Khieukh A                |
| U+3279 (12921) | ㉹              | anderes Symbol      | links nach rechts         | CIRCLED HANGUL THIEUTH A                   | Eingekreiste Hangeul-Silbe Thieuth A                |
| U+327A (12922) | ㉺              | anderes Symbol      | links nach rechts         | CIRCLED HANGUL PHIEUPH A                   | Eingekreiste Hangeul-Silbe Phieuph A                |
| U+327B (12923) | ㉻              | anderes Symbol      | links nach rechts         | CIRCLED HANGUL HIEUH A                     | Eingekreiste Hangeul-Silbe Hieuh A                  |
| U+327C (12924) | ㉼              | anderes Symbol      | anderes neutrales Zeichen | CIRCLED KOREAN CHARACTER CHAMKO            | Eingekreistes Hangeul-Wort Chamko                   |
| U+327D (12925) | ㉽              | anderes Symbol      | anderes neutrales Zeichen | CIRCLED KOREAN CHARACTER JUEUI             | Eingekreistes Hangeul-Wort Jueui                    |
| U+327E (12926) | ㉾              | anderes Symbol      | anderes neutrales Zeichen | CIRCLED HANGUL IEUNG U                     | Eingekreiste Hangeul-Silbe Ieung U                  |
| U+327F (12927) | ㉿              | anderes Symbol      | links nach rechts         | KOREAN STANDARD SYMBOL                     | Koreanischer Standard                               |
| U+3280 (12928) | ㊀              | anderes Zahlzeichen | links nach rechts         | CIRCLED IDEOGRAPH ONE                      | Eingekreistes CJK-Ideogramm Eins                    |
| U+3281 (12929) | ㊁              | anderes Zahlzeichen | links nach rechts         | CIRCLED IDEOGRAPH TWO                      | Eingekreistes CJK-Ideogramm Zwei                    |
| U+3282 (12930) | ㊂              | anderes Zahlzeichen | links nach rechts         | CIRCLED IDEOGRAPH THREE                    | Eingekreistes CJK-Ideogramm Drei                    |
| U+3283 (12931) | ㊃              | anderes Zahlzeichen | links nach rechts         | CIRCLED IDEOGRAPH FOUR                     | Eingekreistes CJK-Ideogramm Vier                    |
| U+3284 (12932) | ㊄              | anderes Zahlzeichen | links nach rechts         | CIRCLED IDEOGRAPH FIVE                     | Eingekreistes CJK-Ideogramm Fünf                    |
| U+3285 (12933) | ㊅              | anderes Zahlzeichen | links nach rechts         | CIRCLED IDEOGRAPH SIX                      | Eingekreistes CJK-Ideogramm Sechs                   |
| U+3286 (12934) | ㊆              | anderes Zahlzeichen | links nach rechts         | CIRCLED IDEOGRAPH SEVEN                    | Eingekreistes CJK-Ideogramm Sieben                  |
| U+3287 (12935) | ㊇              | anderes Zahlzeichen | links nach rechts         | CIRCLED IDEOGRAPH EIGHT                    | Eingekreistes CJK-Ideogramm Acht                    |
| U+3288 (12936) | ㊈              | anderes Zahlzeichen | links nach rechts         | CIRCLED IDEOGRAPH NINE                     | Eingekreistes CJK-Ideogramm Neun                    |
| U+3289 (12937) | ㊉              | anderes Zahlzeichen | links nach rechts         | CIRCLED IDEOGRAPH TEN                      | Eingekreistes CJK-Ideogramm Zehn                    |
| U+328A (12938) | ㊊              | anderes Symbol      | links nach rechts         | CIRCLED IDEOGRAPH MOON                     | Eingekreistes CJK-Ideogramm Mond (Montag)           |
| U+328B (12939) | ㊋              | anderes Symbol      | links nach rechts         | CIRCLED IDEOGRAPH FIRE                     | Eingekreistes CJK-Ideogramm Feuer (Dienstag)        |
| U+328C (12940) | ㊌              | anderes Symbol      | links nach rechts         | CIRCLED IDEOGRAPH WATER                    | Eingekreistes CJK-Ideogramm Wasser (Mittwoch)       |
| U+328D (12941) | ㊍              | anderes Symbol      | links nach rechts         | CIRCLED IDEOGRAPH WOOD                     | Eingekreistes CJK-Ideogramm Holz (Donnerstag)       |
| U+328E (12942) | ㊎              | anderes Symbol      | links nach rechts         | CIRCLED IDEOGRAPH METAL                    | Eingekreistes CJK-Ideogramm Metall (Freitag)        |
| U+328F (12943) | ㊏              | anderes Symbol      | links nach rechts         | CIRCLED IDEOGRAPH EARTH                    | Eingekreistes CJK-Ideogramm Erde (Samstag)          |
| U+3290 (12944) | ㊐              | anderes Symbol      | links nach rechts         | CIRCLED IDEOGRAPH SUN                      | Eingekreistes CJK-Ideogramm Sonne (Sonntag)         |
| U+3291 (12945) | ㊑              | anderes Symbol      | links nach rechts         | CIRCLED IDEOGRAPH STOCK                    | Eingekreistes CJK-Ideogramm Kapital (AG)            |
| U+3292 (12946) | ㊒              | anderes Symbol      | links nach rechts         | CIRCLED IDEOGRAPH HAVE                     | Eingekreistes CJK-Ideogramm Haben (GmbH)            |
| U+3293 (12947) | ㊓              | anderes Symbol      | links nach rechts         | CIRCLED IDEOGRAPH SOCIETY                  | Eingekreistes CJK-Ideogramm Gesellschaft            |
| U+3294 (12948) | ㊔              | anderes Symbol      | links nach rechts         | CIRCLED IDEOGRAPH NAME                     | Eingekreistes CJK-Ideogramm Name                    |
| U+3295 (12949) | ㊕              | anderes Symbol      | links nach rechts         | CIRCLED IDEOGRAPH SPECIAL                  | Eingekreistes CJK-Ideogramm Spezial                 |
| U+3296 (12950) | ㊖              | anderes Symbol      | links nach rechts         | CIRCLED IDEOGRAPH FINANCIAL                | Eingekreistes CJK-Ideogramm Finanziell              |
| U+3297 (12951) | ㊗              | anderes Symbol      | links nach rechts         | CIRCLED IDEOGRAPH CONGRATULATION           | Eingekreistes CJK-Ideogramm Gratulation             |
| U+3298 (12952) | ㊘              | anderes Symbol      | links nach rechts         | CIRCLED IDEOGRAPH LABOR                    | Eingekreistes CJK-Ideogramm Arbeit                  |
| U+3299 (12953) | ㊙              | anderes Symbol      | links nach rechts         | CIRCLED IDEOGRAPH SECRET                   | Eingekreistes CJK-Ideogramm Geheim                  |
| U+329A (12954) | ㊚              | anderes Symbol      | links nach rechts         | CIRCLED IDEOGRAPH MALE                     | Eingekreistes CJK-Ideogramm Männlich                |
| U+329B (12955) | ㊛              | anderes Symbol      | links nach rechts         | CIRCLED IDEOGRAPH FEMALE                   | Eingekreistes CJK-Ideogramm Weiblich                |
| U+329C (12956) | ㊜              | anderes Symbol      | links nach rechts         | CIRCLED IDEOGRAPH SUITABLE                 | Eingekreistes CJK-Ideogramm Passend                 |
| U+329D (12957) | ㊝              | anderes Symbol      | links nach rechts         | CIRCLED IDEOGRAPH EXCELLENT                | Eingekreistes CJK-Ideogramm Exzellent               |
| U+329E (12958) | ㊞              | anderes Symbol      | links nach rechts         | CIRCLED IDEOGRAPH PRINT                    | Eingekreistes CJK-Ideogramm Drucken (Siegel)        |
| U+329F (12959) | ㊟              | anderes Symbol      | links nach rechts         | CIRCLED IDEOGRAPH ATTENTION                | Eingekreistes CJK-Ideogramm Achtung                 |
| U+32A0 (12960) | ㊠              | anderes Symbol      | links nach rechts         | CIRCLED IDEOGRAPH ITEM                     | Eingekreistes CJK-Ideogramm Werkzeug                |
| U+32A1 (12961) | ㊡              | anderes Symbol      | links nach rechts         | CIRCLED IDEOGRAPH REST                     | Eingekreistes CJK-Ideogramm Pause (Feiertag)        |
| U+32A2 (12962) | ㊢              | anderes Symbol      | links nach rechts         | CIRCLED IDEOGRAPH COPY                     | Eingekreistes CJK-Ideogramm Kopie                   |
| U+32A3 (12963) | ㊣              | anderes Symbol      | links nach rechts         | CIRCLED IDEOGRAPH CORRECT                  | Eingekreistes CJK-Ideogramm Richtig                 |
| U+32A4 (12964) | ㊤              | anderes Symbol      | links nach rechts         | CIRCLED IDEOGRAPH HIGH                     | Eingekreistes CJK-Ideogramm Hoch                    |
| U+32A5 (12965) | ㊥              | anderes Symbol      | links nach rechts         | CIRCLED IDEOGRAPH CENTRE                   | Eingekreistes CJK-Ideogramm Mitte                   |
| U+32A6 (12966) | ㊦              | anderes Symbol      | links nach rechts         | CIRCLED IDEOGRAPH LOW                      | Eingekreistes CJK-Ideogramm Niedrig                 |
| U+32A7 (12967) | ㊧              | anderes Symbol      | links nach rechts         | CIRCLED IDEOGRAPH LEFT                     | Eingekreistes CJK-Ideogramm Links                   |
| U+32A8 (12968) | ㊨              | anderes Symbol      | links nach rechts         | CIRCLED IDEOGRAPH RIGHT                    | Eingekreistes CJK-Ideogramm Rechts                  |
| U+32A9 (12969) | ㊩              | anderes Symbol      | links nach rechts         | CIRCLED IDEOGRAPH MEDICINE                 | Eingekreistes CJK-Ideogramm Medizin                 |
| U+32AA (12970) | ㊪              | anderes Symbol      | links nach rechts         | CIRCLED IDEOGRAPH RELIGION                 | Eingekreistes CJK-Ideogramm Religion                |
| U+32AB (12971) | ㊫              | anderes Symbol      | links nach rechts         | CIRCLED IDEOGRAPH STUDY                    | Eingekreistes CJK-Ideogramm Studium                 |
| U+32AC (12972) | ㊬              | anderes Symbol      | links nach rechts         | CIRCLED IDEOGRAPH SUPERVISE                | Eingekreistes CJK-Ideogramm Überwachen              |
| U+32AD (12973) | ㊭              | anderes Symbol      | links nach rechts         | CIRCLED IDEOGRAPH ENTERPRISE               | Eingekreistes CJK-Ideogramm Unternehmen             |
| U+32AE (12974) | ㊮              | anderes Symbol      | links nach rechts         | CIRCLED IDEOGRAPH RESOURCE                 | Eingekreistes CJK-Ideogramm Ressource               |
| U+32AF (12975) | ㊯              | anderes Symbol      | links nach rechts         | CIRCLED IDEOGRAPH ALLIANCE                 | Eingekreistes CJK-Ideogramm Allianz                 |
| U+32B0 (12976) | ㊰              | anderes Symbol      | links nach rechts         | CIRCLED IDEOGRAPH NIGHT                    | Eingekreistes CJK-Ideogramm Nacht                   |
| U+32B1 (12977) | ㊱              | anderes Zahlzeichen | anderes neutrales Zeichen | CIRCLED NUMBER THIRTY SIX                  | Eingekreiste Zahl Sechsunddreißig                   |
| U+32B2 (12978) | ㊲              | anderes Zahlzeichen | anderes neutrales Zeichen | CIRCLED NUMBER THIRTY SEVEN                | Eingekreiste Zahl Siebenunddreißig                  |
| U+32B3 (12979) | ㊳              | anderes Zahlzeichen | anderes neutrales Zeichen | CIRCLED NUMBER THIRTY EIGHT                | Eingekreiste Zahl Achtunddreißig                    |
| U+32B4 (12980) | ㊴              | anderes Zahlzeichen | anderes neutrales Zeichen | CIRCLED NUMBER THIRTY NINE                 | Eingekreiste Zahl Neununddreißig                    |
| U+32B5 (12981) | ㊵              | anderes Zahlzeichen | anderes neutrales Zeichen | CIRCLED NUMBER FORTY                       | Eingekreiste Zahl Vierzig                           |
| U+32B6 (12982) | ㊶              | anderes Zahlzeichen | anderes neutrales Zeichen | CIRCLED NUMBER FORTY ONE                   | Eingekreiste Zahl Einundvierzig                     |
| U+32B7 (12983) | ㊷              | anderes Zahlzeichen | anderes neutrales Zeichen | CIRCLED NUMBER FORTY TWO                   | Eingekreiste Zahl Zweiundvierzig                    |
| U+32B8 (12984) | ㊸              | anderes Zahlzeichen | anderes neutrales Zeichen | CIRCLED NUMBER FORTY THREE                 | Eingekreiste Zahl Dreiundvierzig                    |
| U+32B9 (12985) | ㊹              | anderes Zahlzeichen | anderes neutrales Zeichen | CIRCLED NUMBER FORTY FOUR                  | Eingekreiste Zahl Vierundvierzig                    |
| U+32BA (12986) | ㊺              | anderes Zahlzeichen | anderes neutrales Zeichen | CIRCLED NUMBER FORTY FIVE                  | Eingekreiste Zahl Fünfundvierzig                    |
| U+32BB (12987) | ㊻              | anderes Zahlzeichen | anderes neutrales Zeichen | CIRCLED NUMBER FORTY SIX                   | Eingekreiste Zahl Sechsundvierzig                   |
| U+32BC (12988) | ㊼              | anderes Zahlzeichen | anderes neutrales Zeichen | CIRCLED NUMBER FORTY SEVEN                 | Eingekreiste Zahl Siebenundvierzig                  |
| U+32BD (12989) | ㊽              | anderes Zahlzeichen | anderes neutrales Zeichen | CIRCLED NUMBER FORTY EIGHT                 | Eingekreiste Zahl Achtundvierzig                    |
| U+32BE (12990) | ㊾              | anderes Zahlzeichen | anderes neutrales Zeichen | CIRCLED NUMBER FORTY NINE                  | Eingekreiste Zahl Neunundvierzig                    |
| U+32BF (12991) | ㊿              | anderes Zahlzeichen | anderes neutrales Zeichen | CIRCLED NUMBER FIFTY                       | Eingekreiste Zahl Fünfzig                           |
| U+32C0 (12992) | ㋀              | anderes Symbol      | links nach rechts         | IDEOGRAPHIC TELEGRAPH SYMBOL FOR JANUARY   | Ideographisches Telegraphsymbol für Januar          |
| U+32C1 (12993) | ㋁              | anderes Symbol      | links nach rechts         | IDEOGRAPHIC TELEGRAPH SYMBOL FOR FEBRUARY  | Ideographisches Telegraphsymbol für Februar         |
| U+32C2 (12994) | ㋂              | anderes Symbol      | links nach rechts         | IDEOGRAPHIC TELEGRAPH SYMBOL FOR MARCH     | Ideographisches Telegraphsymbol für März            |
| U+32C3 (12995) | ㋃              | anderes Symbol      | links nach rechts         | IDEOGRAPHIC TELEGRAPH SYMBOL FOR APRIL     | Ideographisches Telegraphsymbol für April           |
| U+32C4 (12996) | ㋄              | anderes Symbol      | links nach rechts         | IDEOGRAPHIC TELEGRAPH SYMBOL FOR MAY       | Ideographisches Telegraphsymbol für Mai             |
| U+32C5 (12997) | ㋅              | anderes Symbol      | links nach rechts         | IDEOGRAPHIC TELEGRAPH SYMBOL FOR JUNE      | Ideographisches Telegraphsymbol für Juni            |
| U+32C6 (12998) | ㋆              | anderes Symbol      | links nach rechts         | IDEOGRAPHIC TELEGRAPH SYMBOL FOR JULY      | Ideographisches Telegraphsymbol für Juli            |
| U+32C7 (12999) | ㋇              | anderes Symbol      | links nach rechts         | IDEOGRAPHIC TELEGRAPH SYMBOL FOR AUGUST    | Ideographisches Telegraphsymbol für August          |
| U+32C8 (13000) | ㋈              | anderes Symbol      | links nach rechts         | IDEOGRAPHIC TELEGRAPH SYMBOL FOR SEPTEMBER | Ideographisches Telegraphsymbol für September       |
| U+32C9 (13001) | ㋉              | anderes Symbol      | links nach rechts         | IDEOGRAPHIC TELEGRAPH SYMBOL FOR OCTOBER   | Ideographisches Telegraphsymbol für Oktober         |
| U+32CA (13002) | ㋊              | anderes Symbol      | links nach rechts         | IDEOGRAPHIC TELEGRAPH SYMBOL FOR NOVEMBER  | Ideographisches Telegraphsymbol für November        |
| U+32CB (13003) | ㋋              | anderes Symbol      | links nach rechts         | IDEOGRAPHIC TELEGRAPH SYMBOL FOR DECEMBER  | Ideographisches Telegraphsymbol für Dezember        |
| U+32CC (13004) | ㋌              | anderes Symbol      | anderes neutrales Zeichen | SQUARE HG                                  | Hektogramm                                          |
| U+32CD (13005) | ㋍              | anderes Symbol      | anderes neutrales Zeichen | SQUARE ERG                                 | Erg                                                 |
| U+32CE (13006) | ㋎              | anderes Symbol      | anderes neutrales Zeichen | SQUARE EV                                  | Elektronenvolt                                      |
| U+32CF (13007) | ㋏              | anderes Symbol      | anderes neutrales Zeichen | LIMITED LIABILITY SIGN                     | Limited                                             |
| U+32D0 (13008) | ㋐              | anderes Symbol      | links nach rechts         | CIRCLED KATAKANA A                         | Eingekreistes Katakana-Zeichen A                    |
| U+32D1 (13009) | ㋑              | anderes Symbol      | links nach rechts         | CIRCLED KATAKANA I                         | Eingekreistes Katakana-Zeichen I                    |
| U+32D2 (13010) | ㋒              | anderes Symbol      | links nach rechts         | CIRCLED KATAKANA U                         | Eingekreistes Katakana-Zeichen U                    |
| U+32D3 (13011) | ㋓              | anderes Symbol      | links nach rechts         | CIRCLED KATAKANA E                         | Eingekreistes Katakana-Zeichen E                    |
| U+32D4 (13012) | ㋔              | anderes Symbol      | links nach rechts         | CIRCLED KATAKANA O                         | Eingekreistes Katakana-Zeichen O                    |
| U+32D5 (13013) | ㋕              | anderes Symbol      | links nach rechts         | CIRCLED KATAKANA KA                        | Eingekreistes Katakana-Zeichen Ka                   |
| U+32D6 (13014) | ㋖              | anderes Symbol      | links nach rechts         | CIRCLED KATAKANA KI                        | Eingekreistes Katakana-Zeichen Ki                   |
| U+32D7 (13015) | ㋗              | anderes Symbol      | links nach rechts         | CIRCLED KATAKANA KU                        | Eingekreistes Katakana-Zeichen Ku                   |
| U+32D8 (13016) | ㋘              | anderes Symbol      | links nach rechts         | CIRCLED KATAKANA KE                        | Eingekreistes Katakana-Zeichen Ke                   |
| U+32D9 (13017) | ㋙              | anderes Symbol      | links nach rechts         | CIRCLED KATAKANA KO                        | Eingekreistes Katakana-Zeichen Ko                   |
| U+32DA (13018) | ㋚              | anderes Symbol      | links nach rechts         | CIRCLED KATAKANA SA                        | Eingekreistes Katakana-Zeichen Sa                   |
| U+32DB (13019) | ㋛              | anderes Symbol      | links nach rechts         | CIRCLED KATAKANA SI                        | Eingekreistes Katakana-Zeichen Si (Shi)             |
| U+32DC (13020) | ㋜              | anderes Symbol      | links nach rechts         | CIRCLED KATAKANA SU                        | Eingekreistes Katakana-Zeichen Su                   |
| U+32DD (13021) | ㋝              | anderes Symbol      | links nach rechts         | CIRCLED KATAKANA SE                        | Eingekreistes Katakana-Zeichen Se                   |
| U+32DE (13022) | ㋞              | anderes Symbol      | links nach rechts         | CIRCLED KATAKANA SO                        | Eingekreistes Katakana-Zeichen So                   |
| U+32DF (13023) | ㋟              | anderes Symbol      | links nach rechts         | CIRCLED KATAKANA TA                        | Eingekreistes Katakana-Zeichen Ta                   |
| U+32E0 (13024) | ㋠              | anderes Symbol      | links nach rechts         | CIRCLED KATAKANA TI                        | Eingekreistes Katakana-Zeichen Ti (Chi)             |
| U+32E1 (13025) | ㋡              | anderes Symbol      | links nach rechts         | CIRCLED KATAKANA TU                        | Eingekreistes Katakana-Zeichen Tu (Tsu)             |
| U+32E2 (13026) | ㋢              | anderes Symbol      | links nach rechts         | CIRCLED KATAKANA TE                        | Eingekreistes Katakana-Zeichen Te                   |
| U+32E3 (13027) | ㋣              | anderes Symbol      | links nach rechts         | CIRCLED KATAKANA TO                        | Eingekreistes Katakana-Zeichen To                   |
| U+32E4 (13028) | ㋤              | anderes Symbol      | links nach rechts         | CIRCLED KATAKANA NA                        | Eingekreistes Katakana-Zeichen Na                   |
| U+32E5 (13029) | ㋥              | anderes Symbol      | links nach rechts         | CIRCLED KATAKANA NI                        | Eingekreistes Katakana-Zeichen Ni                   |
| U+32E6 (13030) | ㋦              | anderes Symbol      | links nach rechts         | CIRCLED KATAKANA NU                        | Eingekreistes Katakana-Zeichen Nu                   |
| U+32E7 (13031) | ㋧              | anderes Symbol      | links nach rechts         | CIRCLED KATAKANA NE                        | Eingekreistes Katakana-Zeichen Ne                   |
| U+32E8 (13032) | ㋨              | anderes Symbol      | links nach rechts         | CIRCLED KATAKANA NO                        | Eingekreistes Katakana-Zeichen No                   |
| U+32E9 (13033) | ㋩              | anderes Symbol      | links nach rechts         | CIRCLED KATAKANA HA                        | Eingekreistes Katakana-Zeichen Ha                   |
| U+32EA (13034) | ㋪              | anderes Symbol      | links nach rechts         | CIRCLED KATAKANA HI                        | Eingekreistes Katakana-Zeichen Hi                   |
| U+32EB (13035) | ㋫              | anderes Symbol      | links nach rechts         | CIRCLED KATAKANA HU                        | Eingekreistes Katakana-Zeichen Hu (Fu)              |
| U+32EC (13036) | ㋬              | anderes Symbol      | links nach rechts         | CIRCLED KATAKANA HE                        | Eingekreistes Katakana-Zeichen He                   |
| U+32ED (13037) | ㋭              | anderes Symbol      | links nach rechts         | CIRCLED KATAKANA HO                        | Eingekreistes Katakana-Zeichen Ho                   |
| U+32EE (13038) | ㋮              | anderes Symbol      | links nach rechts         | CIRCLED KATAKANA MA                        | Eingekreistes Katakana-Zeichen Ma                   |
| U+32EF (13039) | ㋯              | anderes Symbol      | links nach rechts         | CIRCLED KATAKANA MI                        | Eingekreistes Katakana-Zeichen Mi                   |
| U+32F0 (13040) | ㋰              | anderes Symbol      | links nach rechts         | CIRCLED KATAKANA MU                        | Eingekreistes Katakana-Zeichen Mu                   |
| U+32F1 (13041) | ㋱              | anderes Symbol      | links nach rechts         | CIRCLED KATAKANA ME                        | Eingekreistes Katakana-Zeichen Me                   |
| U+32F2 (13042) | ㋲              | anderes Symbol      | links nach rechts         | CIRCLED KATAKANA MO                        | Eingekreistes Katakana-Zeichen Mo                   |
| U+32F3 (13043) | ㋳              | anderes Symbol      | links nach rechts         | CIRCLED KATAKANA YA                        | Eingekreistes Katakana-Zeichen Ya                   |
| U+32F4 (13044) | ㋴              | anderes Symbol      | links nach rechts         | CIRCLED KATAKANA YU                        | Eingekreistes Katakana-Zeichen Yu                   |
| U+32F5 (13045) | ㋵              | anderes Symbol      | links nach rechts         | CIRCLED KATAKANA YO                        | Eingekreistes Katakana-Zeichen Yo                   |
| U+32F6 (13046) | ㋶              | anderes Symbol      | links nach rechts         | CIRCLED KATAKANA RA                        | Eingekreistes Katakana-Zeichen Ra                   |
| U+32F7 (13047) | ㋷              | anderes Symbol      | links nach rechts         | CIRCLED KATAKANA RI                        | Eingekreistes Katakana-Zeichen Ri                   |
| U+32F8 (13048) | ㋸              | anderes Symbol      | links nach rechts         | CIRCLED KATAKANA RU                        | Eingekreistes Katakana-Zeichen Ru                   |
| U+32F9 (13049) | ㋹              | anderes Symbol      | links nach rechts         | CIRCLED KATAKANA RE                        | Eingekreistes Katakana-Zeichen Re                   |
| U+32FA (13050) | ㋺              | anderes Symbol      | links nach rechts         | CIRCLED KATAKANA RO                        | Eingekreistes Katakana-Zeichen Ro                   |
| U+32FB (13051) | ㋻              | anderes Symbol      | links nach rechts         | CIRCLED KATAKANA WA                        | Eingekreistes Katakana-Zeichen Wa                   |
| U+32FC (13052) | ㋼              | anderes Symbol      | links nach rechts         | CIRCLED KATAKANA WI                        | Eingekreistes Katakana-Zeichen Wi                   |
| U+32FD (13053) | ㋽              | anderes Symbol      | links nach rechts         | CIRCLED KATAKANA WE                        | Eingekreistes Katakana-Zeichen We                   |
| U+32FE (13054) | ㋾              | anderes Symbol      | links nach rechts         | CIRCLED KATAKANA WO                        | Eingekreistes Katakana-Zeichen Wo                   |
| U+32FF (13055) | ㋿              | anderes Symbol      | links nach rechts         | SQUARE ERA NAME REIWA                      | Reiwa-Zeit                                          |